# Goldrohrbambus
Der Goldrohrbambus (Phyllostachys aurea, Syn.: Bambusa aurea André) ist eine Bambus-Art aus der Gattung Phyllostachys innerhalb der Familie der Süßgräser (Poaceae).

## Beschreibung
Der Goldrohrbambus hat dichte, schmale, aufrechte, blassgrüne bis sonnengelbe Halme und wird 2,5 bis 4 Meter hoch. Die Blätter sind hellgrün, 10 cm lang und 1 bis 2 cm breit.
Die Chromosomenzahl beträgt 2n = 48.

## Etymologie
Phyllostachys stammt aus dem Griechischen und bedeutet etwa: „beblätterte Ähre“, ein Hinweis auf den Blütenstand mit Blättern. aurea [lat.] bedeutet „golden“ und verweist auf die goldfarbenen Halme.

## Verbreitung
Der Goldrohrbambus stammt aus subtropischen Gebieten in Südchina in den Provinzen Fujian und Zhejiang bis Vietnam.

## Taxonomie
Der Goldrohrbambus wurde 1866 von Édouard François André in Les Plantes à feuillage ornemental; description, histoire, culture et distribution des plantes à belles feuilles... Seite 102 als Bambusa aurea erstbeschrieben. Die Art wurde 1878 von Marie Auguste Rivière und Charles Marie Rivière in Bulletin de la Société Nationale d'Acclimatation de France Serie 3, Band 5 Seite 716 bis 721 als Phyllostachys aurea Carrière ex Rivière & C.Rivière in die Gattung Phyllostachys gestellt. M.A.Rivière und C.M.Rivière übernahmen den Namen von Élie Abel Carrière.

## Bilder

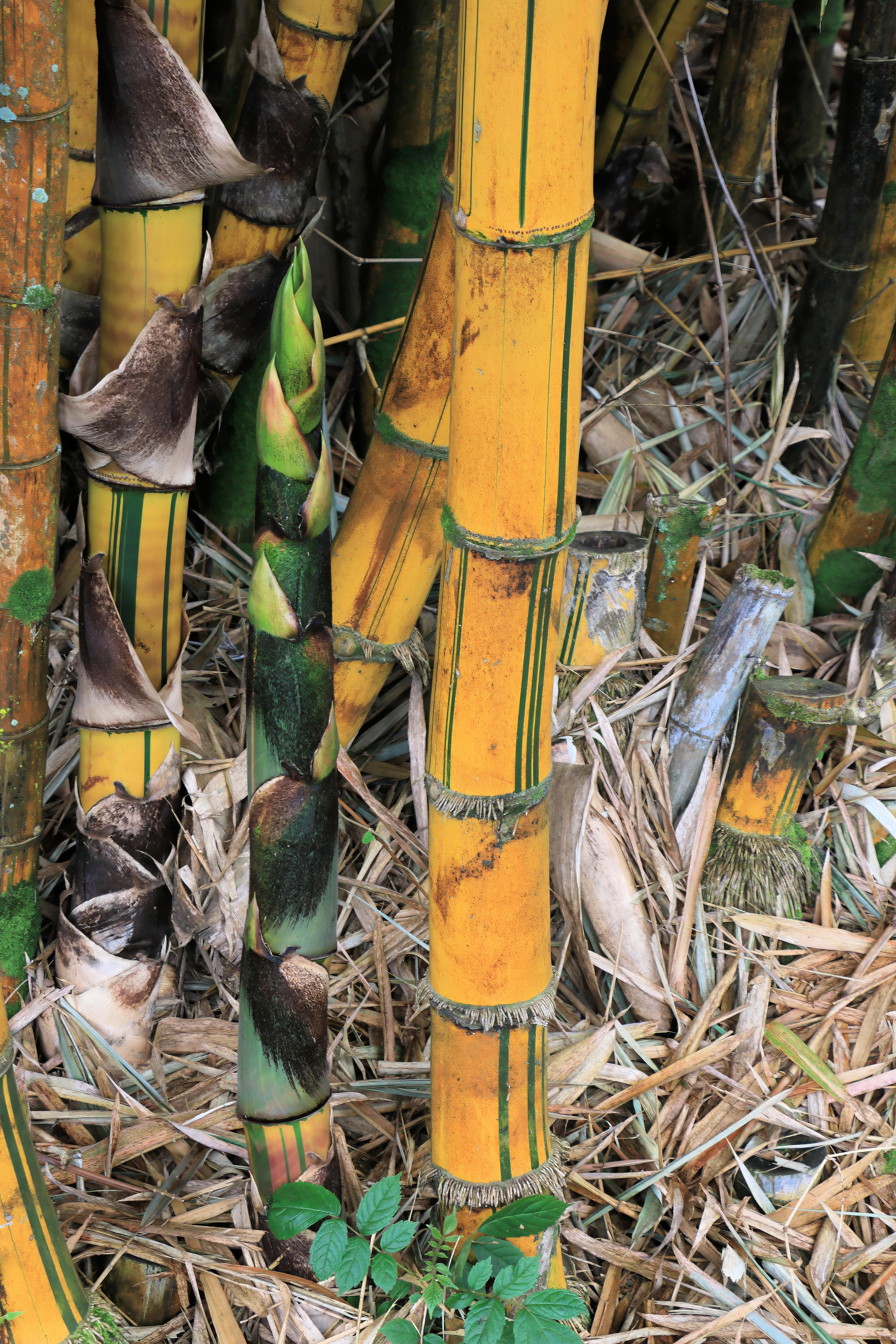
Halm
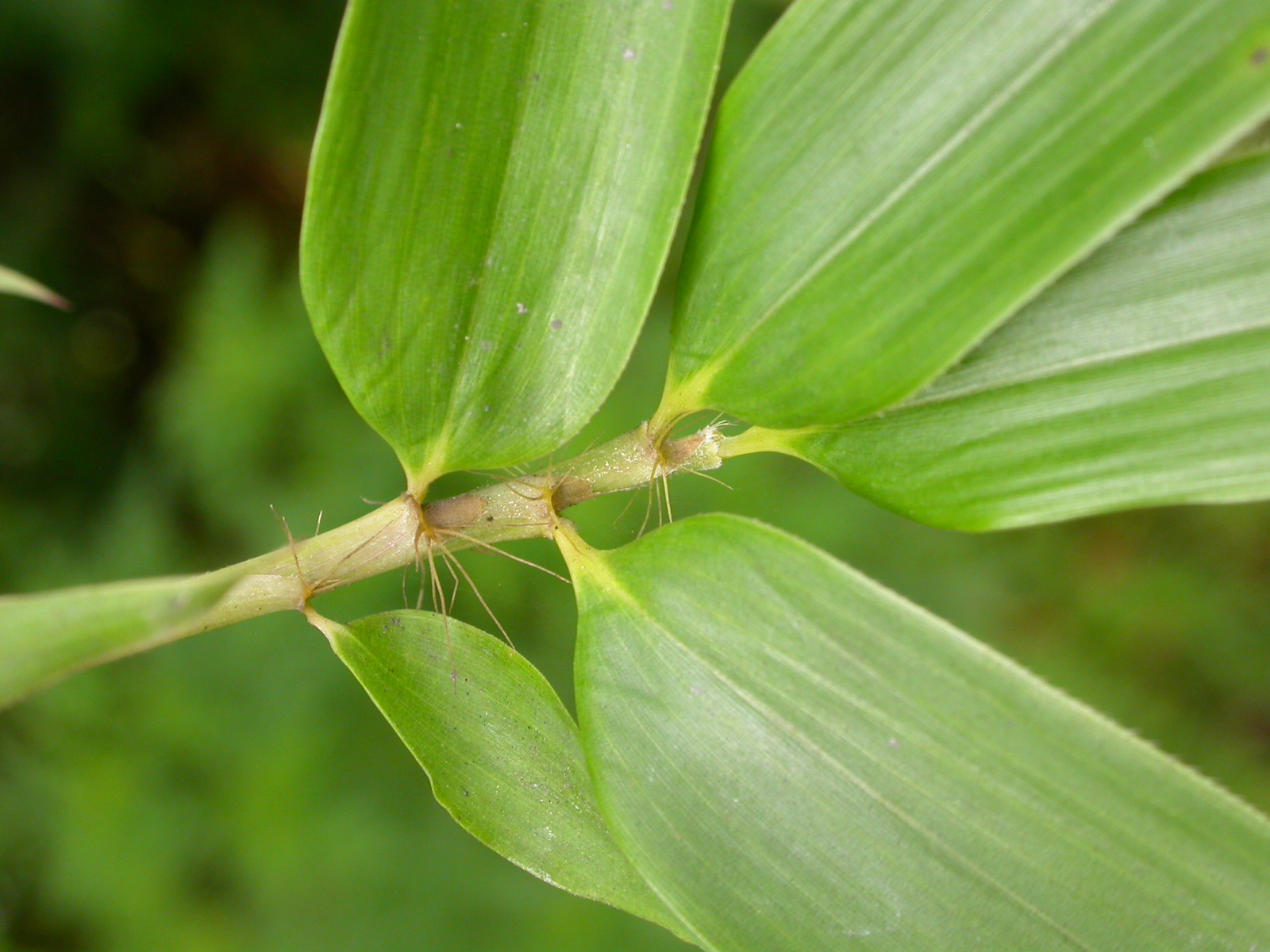
Blätter
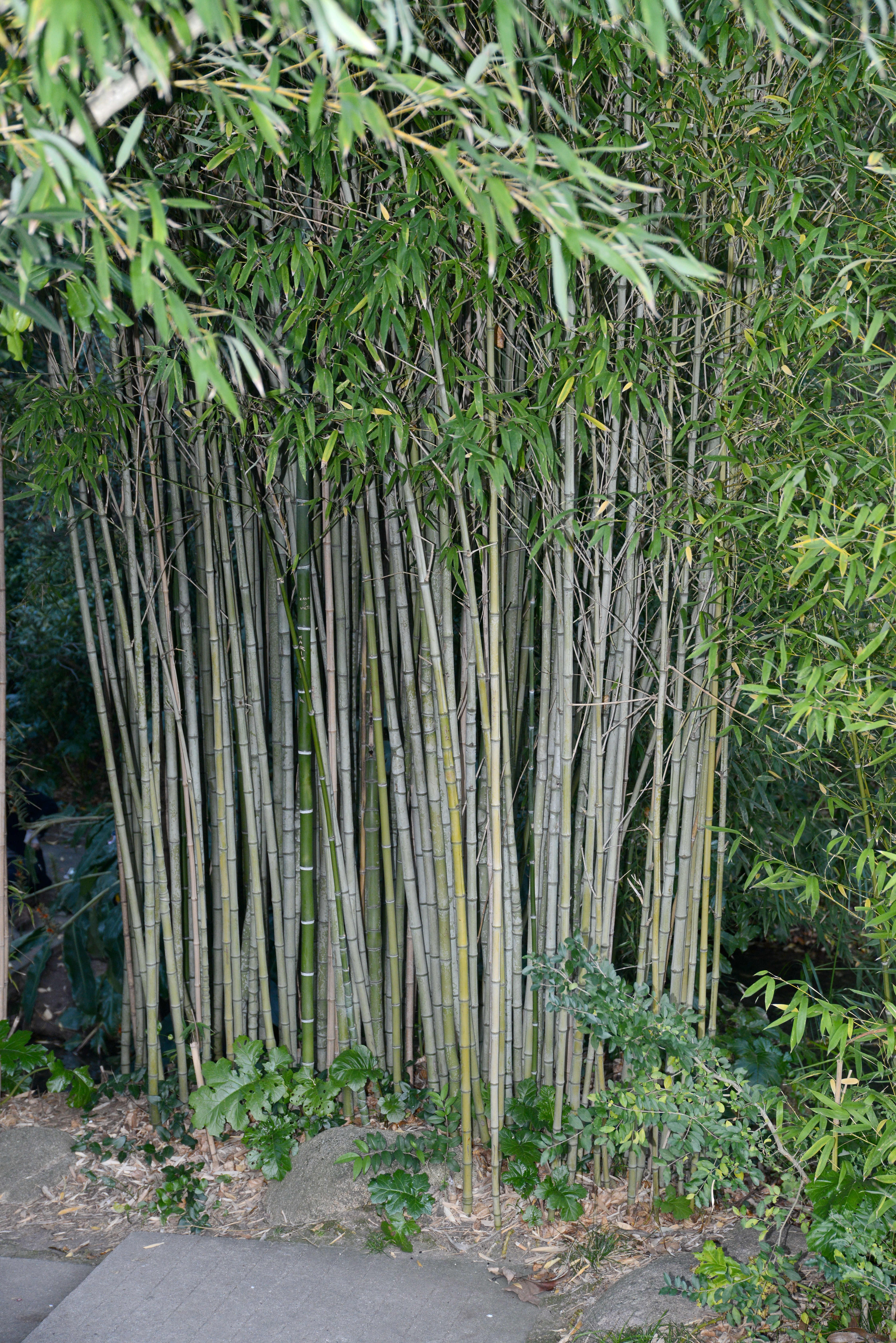
Halme im Dzember

## Verwendung
In China werden aus den Halmen Spazierstöcke und Angeln hergestellt, aus den Rhizomen auch Knäufe für Regenschirme.

## Verwendung im Garten
Der Goldrohrbambus ist sehr gut als Sichtschutz oder Hecke geeignet. Er ist einfach zu kultivieren und anpassungsfähig.